# 베사 기관총
베사 기관총은 체코슬로바키아제 ZB53 중기관총을 영국이 전차용 기관총으로 면허생산한 기관총이다.
원래 영국군의 제식 탄환은 7.7mm 탄이다. 그러나 이 탄환은 기관총에 쓰기에는 적합하지 않은 탄환으로 이전에 역시 체코제 ZB26을 브렌 경기관총으로 채택하면서 사용 탄환을 바꾸느라 고생했던 영국군은 ZB53을 거의 개수없이 그대로 면허생산하기로 했고, 탄약도 독일군 제식인 7.92 × 57 mm 마우저를 그대로 채용했다.
이 기관총은 당시 독일군 및 체코군의 제식 탄환인 7.92mm 탄환을 사용하며 탄띠급탄식이다.

## 같이 보기
- ZB53